# Usui Kempei
Kempei Usui (sinh ngày 15 tháng 5 năm 1987) là một cầu thủ bóng đá người Nhật Bản.

## Sự nghiệp câu lạc bộ
Kempei Usui đã từng chơi cho Shimizu S-Pulse và JEF United Chiba.